# Wacław Dobosz
Wacław Dobosz ps. „Sęp” (ur. ok. 1911, zm. 9 sierpnia 1943 r. pod Borowem) – stolarz z powiatu puławskiego, działacz KPP, PPR, kapitan GL.
W okresie przedwojennym aktywny członek KPP, organizator PPR i pierwszych oddziałów partyzanckich GL w powiatach kraśnickim i puławskim, dowódca garnizonowej grupy wypadowej, zastępca dowódcy do spraw polityczno-wychowawczych oddziału partyzanckiego Władysława Skrzypka ps. „Orzeł”, następnie oddziału im. Jana Kilińskiego pod dowództwem Stefana Skrzypka ps. „Słowik”. Był członkiem KP PPR w Puławach. Jako dowódca garnizonowej grupy przeprowadził m.in. akcje na szosie Opole-Kamień, gdzie zniszczył samochód osobowy, z którego zabrano większą ilość pieniędzy; w marcu 1943 r. zniszczył dokumentację kontyngentową i sprzęt w urzędzie gminnym w Chodlu. Wiosną 1943 r. przeszedł do pracy w Komitecie Okręgowym w Rzeczycy Ziemiańskiej. W czerwcu został zastępcą dowódcy do spraw polityczno-wychowawczych oddziału GL Władysława Skrzypka ps. „Orzeł”. Prowadził w oddziale szkolenie polityczne, uczestniczył również w większości akcji bojowych, m.in. w czerwcu 1943 r. w rozbiciu niemieckiego samochodu osobowego (zlikwidowano kilku hitlerowców, samochód spalono), w uwolnieniu na szosie Janów Lubelski-Nisko w rejonie Pikul grupy aresztowanych Polaków (22 lipca); 23 lipca w zniszczeniu trzech samochodów niemieckich na szosie Kraśnik-Janów Lubelski koło lasu „Gizówka” (zabito kilku Niemców, zdobyto kilka sztuk broni, m.in. 2 pistolety maszynowe); 24 lipca w zniszczeniu na szosie Janów Lubelski -Zaklików samochodu ciężarowego i traktora. 
Zginął w rejonie wsi Borów 9 sierpnia 1943 r. z rąk NSZ.